# Black mental
Black mental – drugi album studyjny polskiego piosenkarza Spiętego. Wydawnictwo ukazało się 16 kwietnia 2021 nakładem wytwórni muzycznej Mystic Production.
Album jest utrzymany w stylu muzyki rocka alternatywnego. Składa się z wersji standardowej (1 CD) i płyty analogowej (1 LP).
Płyta zadebiutowała na 6. miejscu polskiej listy sprzedaży – OLiS.
Promocję Black mental rozpoczęto w marcu 2021, wraz z premierą jedynego promującego singla – „Trybuna małpoludu”.

## Lista utworów
Opracowano na podstawie materiału źródłowego.
| Black mental – Wersja standardowa | Black mental – Wersja standardowa | Black mental – Wersja standardowa | Black mental – Wersja standardowa | Black mental – Wersja standardowa |
| Nr                                | Tytuł utworu                      | Słowa                             | Muzyka                            | Długość                           |
| --------------------------------- | --------------------------------- | --------------------------------- | --------------------------------- | --------------------------------- |
| 1.                                | „Bitwa O Co2”                     | Hubert Dobaczewski                | Hubert Dobaczewski                | 4:24                              |
| 2.                                | „Narodowy socjalizm kosmosu”      | Hubert Dobaczewski                | Hubert Dobaczewski                | 3:54                              |
| 3.                                | „Wanted”                          | Hubert Dobaczewski                | Hubert Dobaczewski                | 3:59                              |
| 4.                                | „Trybuna małpoludu”               | Hubert Dobaczewski                | Hubert Dobaczewski                | 4:26                              |
| 5.                                | „Nie marudź #meetoo”              | Hubert Dobaczewski                | Hubert Dobaczewski                | 3:40                              |
| 6.                                | „Zwiedza śmierci”                 | Hubert Dobaczewski                | Hubert Dobaczewski                | 3:37                              |
| 7.                                | „Homo Sapiens erection”           | Hubert Dobaczewski                | Hubert Dobaczewski                | 4:06                              |
| 8.                                | „Karate Kit”                      | Hubert Dobaczewski                | Hubert Dobaczewski                | 3:48                              |
| 9.                                | „Archiwum XXX”                    | Hubert Dobaczewski                | Hubert Dobaczewski                | 0:47                              |
| 10.                               | „Lejce które leczą”               | Hubert Dobaczewski                | Hubert Dobaczewski                | 5:04                              |
| 11.                               | „Okudżaba”                        | Hubert Dobaczewski                | Hubert Dobaczewski                | 3:46                              |
| 12.                               | „Kopciuszko”                      | Hubert Dobaczewski                | Hubert Dobaczewski                | 4:51                              |
|                                   |                                   |                                   |                                   | 46:22                             |

## Pozycje na listach sprzedaży

### Pozycje na listach tygodniowych
| Kraj   | Lista (2021)  | Najwyższa pozycja |
| ------ | ------------- | ----------------- |
| Polska | OLiS – albumy | 6                 |